# Kerk van Opende
De kerk van Opende is een eenvoudige zaalkerk in het Groningse dorp Opende in de gemeente Westerkwartier.

## Beschrijving
De kerk staat in Opende Oost op de hoek van de Provincialeweg en de Openderweg. De kerk bevindt zich op een verhoogd kerkhof. Tussen de Provincialeweg en de kerk loopt een lijkreed met aan weerszijden kastanjebomen.
De kerk is waarschijnlijk gebouwd rond 1600 aangezien de eerste predikant, tevens schoolmeester, in 1612 in dienst kwam. In 1748 is de kerk afgebroken en herbouwd.
De voorgevel van de kerk is vernieuwd in 1915. Boven de ingang bevinden zich vier gedenkstenen, hierop staan onder andere namen van ouderlingen en diakens in het jaar 1748. Ook wordt op een gedenksteen de legging van de eerste steen vermeld: 
```
'Anno 1748, den 22 May, heft Wolter Lubbes Rynkema van Opende de eerse steen an dese kerc gelegt.'
```

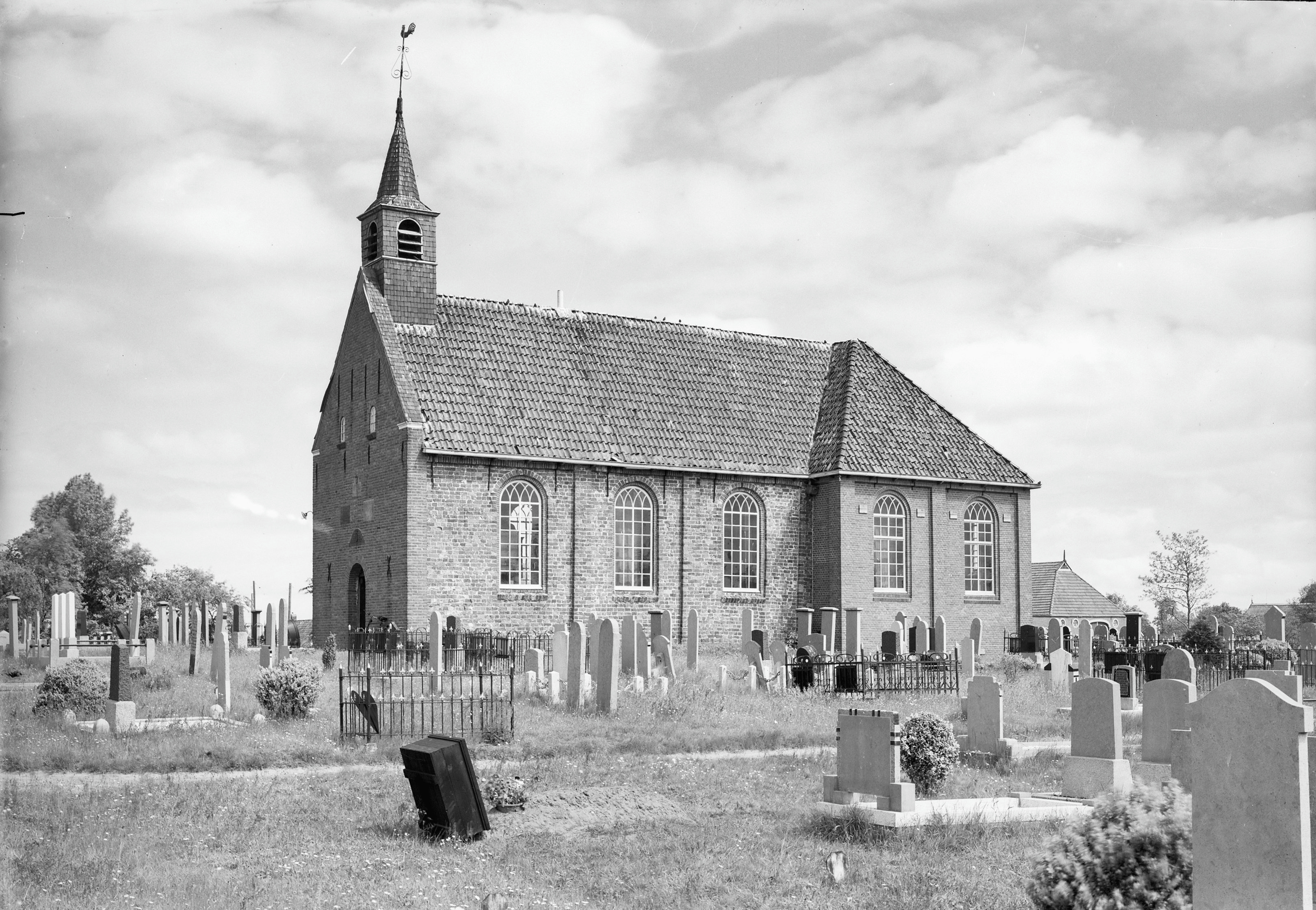
De hervormde kerk van Opende in 1942

In 1930 werd de achtermuur afgebroken en werd een breder deel dwars op kerk gezet waardoor de kerk van boven de vorm van de letter 'T' heeft gekregen. In de nieuwe achtermuur is ook een oudere, rode gedenksteen geplaatst met de tekst:
```
'Anno 1748, Egbert Lykeles de Haan, volmagcht en gecomiteerde van het Westerquartier, woonagtig in Opende. Godt is de steen en anders geen daar ik op bou en vast vertrou en die op God vertrout, die mag hier binnen komen dar wort sin woort verhalt al voor die waarre vroome die kerc, dat een wees, hy leeft al van sin renten o wee, o wee. Die ontrouwe regenten.'
```

Gedurende de restauratie van 1983-'84 is het interieur van de kerk gerestaureerd. Van het oorspronkelijke interieur rest nog wel een preekstoel uit de eerste helft van de 18e eeuw. 
De kerk is in het bezit van een avondmaalsbeker uit 1635. Hierop staat dat V.A. destijds pastoor was. Valentius Artopaeus was de vijfde predikant van de kerk, in dienst tussen 1626 en 1649. 

### Orgel
Het orgel is gemaakt door Orgelmakerij Bakker & Timmenga B.V. uit Leeuwarden in 1966. Het orgel is in het bezit van een aangehangen pedaal en heeft de volgende dispositie:
| Manuaal   |        |
| --------- | ------ |
| Holpijp   | 8      |
| Prestant  | 4      |
| Roerfluit | 4      |
| Octaaf    | 2      |
| Sifflet   | 1      |
| Scherp    | III-IV |